# Wu (907-937)
907–937
Entités précédentes :
- Tang

Entités suivantes :
- Tang du Sud

Le royaume du Wu (吳), aussi appelé Huainan (淮南), Hongnong (弘農), Wu du Sud (南 吳) ou Yang Wu (楊 吳), est l'un des dix royaumes du sud de la Chine de la période des Cinq Dynasties et des Dix Royaumes. Il a existé de 907 à 937 et sa capitale était la municipalité de Jiangdu (江都), ce qui correspond actuellement à la ville de Yangzhou, dans la province du Jiangsu.
Certains historiens considèrent que le Wu a commencé à exister en 902, lorsque Yang Xingmi est nommé prince de Wu par la dynastie Tang. Les trois dirigeants du Wu qui se succèdent après 907, date de la chute des Tang, sont tous des fils de Xingmi. Le premier dirigeant, Yang Wo, est assassiné par Xu Wen et Zhang Hao. Ses deux successeurs ne sont que des hommes de paille, les vrais détenteurs du pouvoir étant Xu Wen et son fils adoptif Xu Zhigao. Ce dernier renverse Yang Pu, le dernier souverain, en 937 pour fonder la dynastie des Tang du Sud. À noter que Pu fut le seul souverain du Wu à revendiquer le titre d'empereur; les autres étant des rois ou des princes.

## Fondation
Yang Xingmi, le fondateur du Wu, commence sa carrière en tant que soldat volontaire, avant de s'emparer du pouvoir dans le Zhou de Luzhou, sa ville natale, lors d'un coup d'état militaire. La Cour Impériale des Tang, qui n'avait déjà presque plus aucun pouvoir réel, n'a pu que lui confirmer officiellement son poste de jiedushi (gouverneur militaire). En 887, Gao Pian, le jiedushi de Huainan, est capturé par Bi Shiduo. Xingmi vainc Shiduo et s'empare de Guangling, la base principale de Shiduo, un peu plus tard la même année; mais n'arrive pas à sauver Pian, qui avait déjà été mis à mort par Shiduo à son arrivée. Bi Shiduo réussit à s'enfuir, mais il est tué un peu plus tard par un autre chef rebelle, nommé Sun Ru, qui récupère l'armée du défunt. Yang Xingmi est alors obligé d'abandonner Guangling et de se retirer à Luzhou. Durant les années suivantes, Xingmi augmente sa puissance militaire et sa base territoriale, en s'emparant des Zhou voisins, jusqu'à ce qu'il puisse reprendre Guangling en 892. Pour cet acte, la cour des Tang lui accorde le poste de jiedushi de Huainan.
Tout en restant nominalement fidèles à la dynastie Tang, les différents jiedushi de Chine sont alors en train de créer leurs propres royaumes. Durant les années qui suivent sa nomination, Yang Xingmi affronte Zhu Quanzhong, futur fondateur de la dynastie des Liang Postérieurs, dans le nord et Qian Liu, futur fondateur du royaume de Wuyue, dans le sud, défendant avec succès son territoire. En 902, Yang Xingmi est nommé prince de Wu par l'empereur Tang Zhaozong.

## Indépendance
Yang Xingmi meurt en 905 et son fils aîné Yang Wo lui succède comme nouveau prince de Wu. En 907, Zhu Wen force le dernier empereur Tang à abdiquer et s'autoproclame premier empereur de la dynastie des Liang postérieurs. Yang Wo refuse de reconnaître ce changement et continue à signer et dater ses actes en utilisant le nom de règne du dernier empereur Tang, ainsi que le nom de la seule ère correspondant à ce règne. À partir de ce moment, le Wu est une entité indépendante et souveraine.
La capitale de ce nouvel État se trouve donc à Guangling, ce qui correspond actuellement à la ville de Yangzhou, et il s'étend sur le centre et le sud de l'Anhui, le centre et le sud du Jiangsu, une grande partie du Jiangxi et l'est du Hubei.

## Confiscation du pouvoir par Xu Wen
Lorsque Xingmi meurt, Yang Wo est encore jeune et inexpérimenté. Il compte alors beaucoup sur Xu Wen, le directeur de la garde, pour l'aider à se maintenir au pouvoir. Au fil du temps, l'assurance et l'expérience de Wo grandissent au point qu'il contre l'influence de Xu Wen à la Cour. Mais avant qu'il puisse se libérer totalement de la tutelle de Wen, Yang Wo est assassiné par ce dernier et son complice Zhang Hao en 908. Au début, Wen et Hao voulaient diviser le Wu en deux principauté et se soumettre aux Liang, mais très vite, ils se brouillent et ce plan tombe à l'eau. Xu Wen installé sur le trône Yang Longyan, un des frères cadets de Wo, et fait tuer Zhang Hao. Malgré son titre de prince, Longyan n'est qu'un simple homme de paille, et c'est Xu Wen qui est le véritable dirigeant de l'État. Pour légitimer sa position, Wen se fait nommer gouverneur de Runzhou et transfère son centre de commandement à Jinling, l'administration de la capitale étant laissée à son fils Xu Zhixun. Ce dernier est assassiné en 918 et c'est Zhigao, le beau-fils de Wen, qui devient le nouvel administrateur de la capitale. En 919, Yang Longyan se proclame roi de Wu et inaugure un nouveau nom d'ère. Par ce geste, le Wu prétend de manière officielle et pour la première fois, être un État souverain et non plus un simple État indépendant de facto. Longyan meurt de maladie en 922 et est remplacé par son frère Yang Pu, le quatrième fils de Xingmi. Mais malgré ce changement de roi, c'est toujours Xu Wen qui tire les ficelles du pouvoir en coulisse. Il pousse Yang Pu à se proclamer empereur, mais meurt en 927 avant que cela ne se produise. Il est remplacé dans les sphères du pouvoir par son fils adoptif Xu Zhigao, que Wen avait adopté sur la demande insistante de Yang Xingmi. Le 29 novembre 927, Yang Pu monte sur le trône du Wu et se proclame empereur de Wu. Xu Zhigao, qui est maintenant le véritable homme fort du Wu, est nommé grand maréchal et directeur de la Chancellerie.

## Fin du royaume
Une fois arrivé au pouvoir, Xu Zhigao se révèle bientôt être un homme capable. Tout comme son père adoptif avant lui, c'est Zhigao qui est le véritable dirigeant du Wu, le nouvel empereur n'ayant aucun pouvoir réel. Il gouverne l'État en tant que gouverneur de Jinling pendant un certain temps, puis finalement il s'empara formellement du pouvoir en 937, en se proclamant roi du Qi et en obligeant Yang Pu à abdiquer. Deux ans plus tard, Xu Zhigao prétend officiellement descendre d'un prince Tang et reprend Li comme nom de famille. Il prend alors comme nouveau nom Li Bian et proclame la restauration des Tang. Ce nouvel État passera à la postérité sous le nom de Tang du Sud.

## Dirigeants
- 904–905: Yáng Xíngmì (en) 楊行密 (Tài Zǔ Xiàowǔ Huángdì 太祖孝武皇帝)
- 905–908: Yáng Wò (en) 楊渥 (Liè Zōng Jǐng Huángdì 烈宗景皇帝)
- 908–921: Yáng Lóngyǎn (en) 楊隆演 (Gāo Zǔ Xuān Huángdì 高祖宣皇帝)
- 921–937: Yáng Pǔ (en) 楊溥 (Ruì Huángdì 睿皇帝)

## Arbre généalogique des dirigeants du Wu et des Tang du Sud
Légende de l'arbre :
Cadre bleu : rois/empereurs du Wu
Cadre orange: empereurs des Tang du Sud
|                                               |                                               |                                               |                                               |                                               |                                               |  |  |                                         |                                         |                                         |                                         |                                         |                                         |  |  | Yang Xingmi 杨行密 874–905 Taizu 太祖 902–905   | Yang Xingmi 杨行密 874–905 Taizu 太祖 902–905   | Yang Xingmi 杨行密 874–905 Taizu 太祖 902–905   | Yang Xingmi 杨行密 874–905 Taizu 太祖 902–905   | Yang Xingmi 杨行密 874–905 Taizu 太祖 902–905   | Yang Xingmi 杨行密 874–905 Taizu 太祖 902–905   |  |  |                                         |                                         | Xu Wen 徐溫 862–927 Yizu 義祖           | Xu Wen 徐溫 862–927 Yizu 義祖           | Xu Wen 徐溫 862–927 Yizu 義祖           | Xu Wen 徐溫 862–927 Yizu 義祖           | Xu Wen 徐溫 862–927 Yizu 義祖 | Xu Wen 徐溫 862–927 Yizu 義祖 |                                    |                                    |                                    |                                    |                                    |                                    |  |  |                                                             |                                                             |                                                             |                                                             |                                                             |                                                             |  |  |                                            |                                            |                                            |                                            |                                            |                                            |  |  |                                                        |                                                        |                                                        |                                                        |                                                        |                                                        |  |  |                                                       |                                                       |                                                       |                                                       |                                                       |                                                       |  |  |  |  |  |  |  |  |  |  |  |  |  |  |  |  |  |  |  |  |  |  |  |  |  |  |  |  |  |  |  |  |  |  |
|                                               |                                               |                                               |                                               |                                               |                                               |  |  |                                         |                                         |                                         |                                         |                                         |                                         |  |  | Yang Xingmi 杨行密 874–905 Taizu 太祖 902–905   | Yang Xingmi 杨行密 874–905 Taizu 太祖 902–905   | Yang Xingmi 杨行密 874–905 Taizu 太祖 902–905   | Yang Xingmi 杨行密 874–905 Taizu 太祖 902–905   | Yang Xingmi 杨行密 874–905 Taizu 太祖 902–905   | Yang Xingmi 杨行密 874–905 Taizu 太祖 902–905   |  |  |                                         |                                         | Xu Wen 徐溫 862–927 Yizu 義祖           | Xu Wen 徐溫 862–927 Yizu 義祖           | Xu Wen 徐溫 862–927 Yizu 義祖           | Xu Wen 徐溫 862–927 Yizu 義祖           | Xu Wen 徐溫 862–927 Yizu 義祖 | Xu Wen 徐溫 862–927 Yizu 義祖 |                                    |                                    |                                    |                                    |                                    |                                    |  |  |                                                             |                                                             |                                                             |                                                             |                                                             |                                                             |  |  |                                            |                                            |                                            |                                            |                                            |                                            |  |  |                                                        |                                                        |                                                        |                                                        |                                                        |                                                        |  |  |                                                       |                                                       |                                                       |                                                       |                                                       |                                                       |  |  |  |  |  |  |  |  |  |  |  |  |  |  |  |  |  |  |  |  |  |  |  |  |  |  |  |  |  |  |  |  |  |  |
|                                               |                                               |                                               |                                               |                                               |                                               |  |  |                                         |                                         |                                         |                                         |                                         |                                         |  |  |                                                 |                                                 |                                                 |                                                 |                                                 |                                                 |  |  |                                         |                                         |                                         |                                         |                                         |                                         |                               |                               |                                    |                                    |                                    |                                    |                                    |                                    |  |  |                                                             |                                                             |                                                             |                                                             |                                                             |                                                             |  |  |                                            |                                            |                                            |                                            |                                            |                                            |  |  |                                                        |                                                        |                                                        |                                                        |                                                        |                                                        |  |  |                                                       |                                                       |                                                       |                                                       |                                                       |                                                       |  |  |  |  |  |  |  |  |  |  |  |  |  |  |  |  |  |  |  |  |  |  |  |  |  |  |  |  |  |  |  |  |  |  |
| Yang Wo 杨渥 886–908 Liezu 烈祖 (905–)907–908 | Yang Wo 杨渥 886–908 Liezu 烈祖 (905–)907–908 | Yang Wo 杨渥 886–908 Liezu 烈祖 (905–)907–908 | Yang Wo 杨渥 886–908 Liezu 烈祖 (905–)907–908 | Yang Wo 杨渥 886–908 Liezu 烈祖 (905–)907–908 | Yang Wo 杨渥 886–908 Liezu 烈祖 (905–)907–908 |  |  | Yang Longyan 897–920 Gaozu 高祖 908–920 | Yang Longyan 897–920 Gaozu 高祖 908–920 | Yang Longyan 897–920 Gaozu 高祖 908–920 | Yang Longyan 897–920 Gaozu 高祖 908–920 | Yang Longyan 897–920 Gaozu 高祖 908–920 | Yang Longyan 897–920 Gaozu 高祖 908–920 |  |  | Yang Pu 杨溥 900–938 Ruidi 睿帝 920–937         | Yang Pu 杨溥 900–938 Ruidi 睿帝 920–937         | Yang Pu 杨溥 900–938 Ruidi 睿帝 920–937         | Yang Pu 杨溥 900–938 Ruidi 睿帝 920–937         | Yang Pu 杨溥 900–938 Ruidi 睿帝 920–937         | Yang Pu 杨溥 900–938 Ruidi 睿帝 920–937         |  |  | Li Bian 李昪 888–943 Liezu 烈祖 937–943 | Li Bian 李昪 888–943 Liezu 烈祖 937–943 | Li Bian 李昪 888–943 Liezu 烈祖 937–943 | Li Bian 李昪 888–943 Liezu 烈祖 937–943 | Li Bian 李昪 888–943 Liezu 烈祖 937–943 | Li Bian 李昪 888–943 Liezu 烈祖 937–943 |                               |                               | Xú Zhīxùn (l'ainé) 徐知訓 d. 918   | Xú Zhīxùn (l'ainé) 徐知訓 d. 918   | Xú Zhīxùn (l'ainé) 徐知訓 d. 918   | Xú Zhīxùn (l'ainé) 徐知訓 d. 918   | Xú Zhīxùn (l'ainé) 徐知訓 d. 918   | Xú Zhīxùn (l'ainé) 徐知訓 d. 918   |  |  | Xú Zhīxùn (le cadet) 徐知詢 d. 934 Kang de Donghai 東海康王 | Xú Zhīxùn (le cadet) 徐知詢 d. 934 Kang de Donghai 東海康王 | Xú Zhīxùn (le cadet) 徐知詢 d. 934 Kang de Donghai 東海康王 | Xú Zhīxùn (le cadet) 徐知詢 d. 934 Kang de Donghai 東海康王 | Xú Zhīxùn (le cadet) 徐知詢 d. 934 Kang de Donghai 東海康王 | Xú Zhīxùn (le cadet) 徐知詢 d. 934 Kang de Donghai 東海康王 |  |  |                                            |                                            |                                            |                                            |                                            |                                            |  |  |                                                        |                                                        |                                                        |                                                        |                                                        |                                                        |  |  |                                                       |                                                       |                                                       |                                                       |                                                       |                                                       |  |  |  |  |  |  |  |  |  |  |  |  |  |  |  |  |  |  |  |  |  |  |  |  |  |  |  |  |  |  |  |  |  |  |
| Yang Wo 杨渥 886–908 Liezu 烈祖 (905–)907–908 | Yang Wo 杨渥 886–908 Liezu 烈祖 (905–)907–908 | Yang Wo 杨渥 886–908 Liezu 烈祖 (905–)907–908 | Yang Wo 杨渥 886–908 Liezu 烈祖 (905–)907–908 | Yang Wo 杨渥 886–908 Liezu 烈祖 (905–)907–908 | Yang Wo 杨渥 886–908 Liezu 烈祖 (905–)907–908 |  |  | Yang Longyan 897–920 Gaozu 高祖 908–920 | Yang Longyan 897–920 Gaozu 高祖 908–920 | Yang Longyan 897–920 Gaozu 高祖 908–920 | Yang Longyan 897–920 Gaozu 高祖 908–920 | Yang Longyan 897–920 Gaozu 高祖 908–920 | Yang Longyan 897–920 Gaozu 高祖 908–920 |  |  | Yang Pu 杨溥 900–938 Ruidi 睿帝 920–937         | Yang Pu 杨溥 900–938 Ruidi 睿帝 920–937         | Yang Pu 杨溥 900–938 Ruidi 睿帝 920–937         | Yang Pu 杨溥 900–938 Ruidi 睿帝 920–937         | Yang Pu 杨溥 900–938 Ruidi 睿帝 920–937         | Yang Pu 杨溥 900–938 Ruidi 睿帝 920–937         |  |  | Li Bian 李昪 888–943 Liezu 烈祖 937–943 | Li Bian 李昪 888–943 Liezu 烈祖 937–943 | Li Bian 李昪 888–943 Liezu 烈祖 937–943 | Li Bian 李昪 888–943 Liezu 烈祖 937–943 | Li Bian 李昪 888–943 Liezu 烈祖 937–943 | Li Bian 李昪 888–943 Liezu 烈祖 937–943 |                               |                               | Xú Zhīxùn (l'ainé) 徐知訓 d. 918   | Xú Zhīxùn (l'ainé) 徐知訓 d. 918   | Xú Zhīxùn (l'ainé) 徐知訓 d. 918   | Xú Zhīxùn (l'ainé) 徐知訓 d. 918   | Xú Zhīxùn (l'ainé) 徐知訓 d. 918   | Xú Zhīxùn (l'ainé) 徐知訓 d. 918   |  |  | Xú Zhīxùn (le cadet) 徐知詢 d. 934 Kang de Donghai 東海康王 | Xú Zhīxùn (le cadet) 徐知詢 d. 934 Kang de Donghai 東海康王 | Xú Zhīxùn (le cadet) 徐知詢 d. 934 Kang de Donghai 東海康王 | Xú Zhīxùn (le cadet) 徐知詢 d. 934 Kang de Donghai 東海康王 | Xú Zhīxùn (le cadet) 徐知詢 d. 934 Kang de Donghai 東海康王 | Xú Zhīxùn (le cadet) 徐知詢 d. 934 Kang de Donghai 東海康王 |  |  |                                            |                                            |                                            |                                            |                                            |                                            |  |  |                                                        |                                                        |                                                        |                                                        |                                                        |                                                        |  |  |                                                       |                                                       |                                                       |                                                       |                                                       |                                                       |  |  |  |  |  |  |  |  |  |  |  |  |  |  |  |  |  |  |  |  |  |  |  |  |  |  |  |  |  |  |  |  |  |  |
|                                               |                                               |                                               |                                               |                                               |                                               |  |  |                                         |                                         |                                         |                                         |                                         |                                         |  |  |                                                 |                                                 |                                                 |                                                 |                                                 |                                                 |  |  |                                         |                                         |                                         |                                         |                                         |                                         |                               |                               |                                    |                                    |                                    |                                    |                                    |                                    |  |  |                                                             |                                                             |                                                             |                                                             |                                                             |                                                             |  |  |                                            |                                            |                                            |                                            |                                            |                                            |  |  |                                                        |                                                        |                                                        |                                                        |                                                        |                                                        |  |  |                                                       |                                                       |                                                       |                                                       |                                                       |                                                       |  |  |  |  |  |  |  |  |  |  |  |  |  |  |  |  |  |  |  |  |  |  |  |  |  |  |  |  |  |  |  |  |  |  |
|                                               |                                               |                                               |                                               |                                               |                                               |  |  |                                         |                                         |                                         |                                         |                                         |                                         |  |  |                                                 |                                                 |                                                 |                                                 |                                                 |                                                 |  |  |                                         |                                         |                                         |                                         |                                         |                                         |                               |                               |                                    |                                    |                                    |                                    |                                    |                                    |  |  |                                                             |                                                             |                                                             |                                                             |                                                             |                                                             |  |  |                                            |                                            |                                            |                                            |                                            |                                            |  |  |                                                        |                                                        |                                                        |                                                        |                                                        |                                                        |  |  |                                                       |                                                       |                                                       |                                                       |                                                       |                                                       |  |  |  |  |  |  |  |  |  |  |  |  |  |  |  |  |  |  |  |  |  |  |  |  |  |  |  |  |  |  |  |  |  |  |
|                                               |                                               |                                               |                                               |                                               |                                               |  |  |                                         |                                         |                                         |                                         |                                         |                                         |  |  |                                                 |                                                 |                                                 |                                                 |                                                 |                                                 |  |  |                                         |                                         |                                         |                                         |                                         |                                         |                               |                               |                                    |                                    |                                    |                                    |                                    |                                    |  |  |                                                             |                                                             |                                                             |                                                             |                                                             |                                                             |  |  |                                            |                                            |                                            |                                            |                                            |                                            |  |  |                                                        |                                                        |                                                        |                                                        |                                                        |                                                        |  |  |                                                       |                                                       |                                                       |                                                       |                                                       |                                                       |  |  |  |  |  |  |  |  |  |  |  |  |  |  |  |  |  |  |  |  |  |  |  |  |  |  |  |  |  |  |  |  |  |  |
|                                               |                                               |                                               |                                               |                                               |                                               |  |  |                                         |                                         |                                         |                                         |                                         |                                         |  |  | Yang Lian 杨琏 d. 940 Jing de Hongnong 弘農靖王 | Yang Lian 杨琏 d. 940 Jing de Hongnong 弘農靖王 | Yang Lian 杨琏 d. 940 Jing de Hongnong 弘農靖王 | Yang Lian 杨琏 d. 940 Jing de Hongnong 弘農靖王 | Yang Lian 杨琏 d. 940 Jing de Hongnong 弘農靖王 | Yang Lian 杨琏 d. 940 Jing de Hongnong 弘農靖王 |  |  | Princesse Yongxing 永兴公主 917–940     | Princesse Yongxing 永兴公主 917–940     | Princesse Yongxing 永兴公主 917–940     | Princesse Yongxing 永兴公主 917–940     | Princesse Yongxing 永兴公主 917–940     | Princesse Yongxing 永兴公主 917–940     |                               |                               | Princesse Shangrao 上饶公主 d. 937 | Princesse Shangrao 上饶公主 d. 937 | Princesse Shangrao 上饶公主 d. 937 | Princesse Shangrao 上饶公主 d. 937 | Princesse Shangrao 上饶公主 d. 937 | Princesse Shangrao 上饶公主 d. 937 |  |  | Xu Jingqian 徐景遷 919–937 Ding de Chu 楚定王               | Xu Jingqian 徐景遷 919–937 Ding de Chu 楚定王               | Xu Jingqian 徐景遷 919–937 Ding de Chu 楚定王               | Xu Jingqian 徐景遷 919–937 Ding de Chu 楚定王               | Xu Jingqian 徐景遷 919–937 Ding de Chu 楚定王               | Xu Jingqian 徐景遷 919–937 Ding de Chu 楚定王               |  |  | Li Jing 李璟 916–961 Yuanzong 元宗 943–961 | Li Jing 李璟 916–961 Yuanzong 元宗 943–961 | Li Jing 李璟 916–961 Yuanzong 元宗 943–961 | Li Jing 李璟 916–961 Yuanzong 元宗 943–961 | Li Jing 李璟 916–961 Yuanzong 元宗 943–961 | Li Jing 李璟 916–961 Yuanzong 元宗 943–961 |  |  | Li Jingsui 李景遂 920–958 Cr. Prince Wencheng 文成太弟 | Li Jingsui 李景遂 920–958 Cr. Prince Wencheng 文成太弟 | Li Jingsui 李景遂 920–958 Cr. Prince Wencheng 文成太弟 | Li Jingsui 李景遂 920–958 Cr. Prince Wencheng 文成太弟 | Li Jingsui 李景遂 920–958 Cr. Prince Wencheng 文成太弟 | Li Jingsui 李景遂 920–958 Cr. Prince Wencheng 文成太弟 |  |  | Li Jingda 李景達 924–971 Cr. Prince Zhaoxiao 昭孝太弟 | Li Jingda 李景達 924–971 Cr. Prince Zhaoxiao 昭孝太弟 | Li Jingda 李景達 924–971 Cr. Prince Zhaoxiao 昭孝太弟 | Li Jingda 李景達 924–971 Cr. Prince Zhaoxiao 昭孝太弟 | Li Jingda 李景達 924–971 Cr. Prince Zhaoxiao 昭孝太弟 | Li Jingda 李景達 924–971 Cr. Prince Zhaoxiao 昭孝太弟 |  |  |  |  |  |  |  |  |  |  |  |  |  |  |  |  |  |  |  |  |  |  |  |  |  |  |  |  |  |  |  |  |  |  |
|                                               |                                               |                                               |                                               |                                               |                                               |  |  |                                         |                                         |                                         |                                         |                                         |                                         |  |  | Yang Lian 杨琏 d. 940 Jing de Hongnong 弘農靖王 | Yang Lian 杨琏 d. 940 Jing de Hongnong 弘農靖王 | Yang Lian 杨琏 d. 940 Jing de Hongnong 弘農靖王 | Yang Lian 杨琏 d. 940 Jing de Hongnong 弘農靖王 | Yang Lian 杨琏 d. 940 Jing de Hongnong 弘農靖王 | Yang Lian 杨琏 d. 940 Jing de Hongnong 弘農靖王 |  |  | Princesse Yongxing 永兴公主 917–940     | Princesse Yongxing 永兴公主 917–940     | Princesse Yongxing 永兴公主 917–940     | Princesse Yongxing 永兴公主 917–940     | Princesse Yongxing 永兴公主 917–940     | Princesse Yongxing 永兴公主 917–940     |                               |                               | Princesse Shangrao 上饶公主 d. 937 | Princesse Shangrao 上饶公主 d. 937 | Princesse Shangrao 上饶公主 d. 937 | Princesse Shangrao 上饶公主 d. 937 | Princesse Shangrao 上饶公主 d. 937 | Princesse Shangrao 上饶公主 d. 937 |  |  | Xu Jingqian 徐景遷 919–937 Ding de Chu 楚定王               | Xu Jingqian 徐景遷 919–937 Ding de Chu 楚定王               | Xu Jingqian 徐景遷 919–937 Ding de Chu 楚定王               | Xu Jingqian 徐景遷 919–937 Ding de Chu 楚定王               | Xu Jingqian 徐景遷 919–937 Ding de Chu 楚定王               | Xu Jingqian 徐景遷 919–937 Ding de Chu 楚定王               |  |  | Li Jing 李璟 916–961 Yuanzong 元宗 943–961 | Li Jing 李璟 916–961 Yuanzong 元宗 943–961 | Li Jing 李璟 916–961 Yuanzong 元宗 943–961 | Li Jing 李璟 916–961 Yuanzong 元宗 943–961 | Li Jing 李璟 916–961 Yuanzong 元宗 943–961 | Li Jing 李璟 916–961 Yuanzong 元宗 943–961 |  |  | Li Jingsui 李景遂 920–958 Cr. Prince Wencheng 文成太弟 | Li Jingsui 李景遂 920–958 Cr. Prince Wencheng 文成太弟 | Li Jingsui 李景遂 920–958 Cr. Prince Wencheng 文成太弟 | Li Jingsui 李景遂 920–958 Cr. Prince Wencheng 文成太弟 | Li Jingsui 李景遂 920–958 Cr. Prince Wencheng 文成太弟 | Li Jingsui 李景遂 920–958 Cr. Prince Wencheng 文成太弟 |  |  | Li Jingda 李景達 924–971 Cr. Prince Zhaoxiao 昭孝太弟 | Li Jingda 李景達 924–971 Cr. Prince Zhaoxiao 昭孝太弟 | Li Jingda 李景達 924–971 Cr. Prince Zhaoxiao 昭孝太弟 | Li Jingda 李景達 924–971 Cr. Prince Zhaoxiao 昭孝太弟 | Li Jingda 李景達 924–971 Cr. Prince Zhaoxiao 昭孝太弟 | Li Jingda 李景達 924–971 Cr. Prince Zhaoxiao 昭孝太弟 |  |  |  |  |  |  |  |  |  |  |  |  |  |  |  |  |  |  |  |  |  |  |  |  |  |  |  |  |  |  |  |  |  |  |
|                                               |                                               |                                               |                                               |                                               |                                               |  |  |                                         |                                         |                                         |                                         |                                         |                                         |  |  |                                                 |                                                 |                                                 |                                                 |                                                 |                                                 |  |  |                                         |                                         |                                         |                                         |                                         |                                         |                               |                               |                                    |                                    |                                    |                                    |                                    |                                    |  |  |                                                             |                                                             |                                                             |                                                             |                                                             |                                                             |  |  |                                            |                                            |                                            |                                            |                                            |                                            |  |  |                                                        |                                                        |                                                        |                                                        |                                                        |                                                        |  |  |                                                       |                                                       |                                                       |                                                       |                                                       |                                                       |  |  |  |  |  |  |  |  |  |  |  |  |  |  |  |  |  |  |  |  |  |  |  |  |  |  |  |  |  |  |  |  |  |  |
|                                               |                                               |                                               |                                               |                                               |                                               |  |  |                                         |                                         |                                         |                                         |                                         |                                         |  |  |                                                 |                                                 |                                                 |                                                 |                                                 |                                                 |  |  |                                         |                                         |                                         |                                         |                                         |                                         |                               |                               |                                    |                                    |                                    |                                    |                                    |                                    |  |  |                                                             |                                                             |                                                             |                                                             |                                                             |                                                             |  |  | Li Yu 李煜 937–978 Houzhu 后主 961–975     |                                            |                                            |                                            |                                            |                                            |  |  |                                                        |                                                        |                                                        |                                                        |                                                        |                                                        |  |  |                                                       |                                                       |                                                       |                                                       |                                                       |                                                       |  |  |  |  |  |  |  |  |  |  |  |  |  |  |  |  |  |  |  |  |  |  |  |  |  |  |  |  |  |  |  |  |  |  |

## Voir également
- Période des Cinq Dynasties et des Dix Royaumes